# Korsigianus exoptata
Korsigianus exoptata är en insektsart som beskrevs av Walker 1858. Korsigianus exoptata ingår i släktet Korsigianus och familjen dvärgstritar. Inga underarter finns listade i Catalogue of Life.